# 屈尔瓦勒
屈尔瓦勒（法語：Curvalle，法語發音：[kyʁval]）是法国奧克西塔尼大區塔恩省的一个市镇，属于阿尔比区。

## 地理
屈尔瓦勒（43°56'37"N, 2°28'3"E）面积38.63 平方千米，位于法国奧克西塔尼大區塔恩省，该省份为法国南部内陆省份，北起顺时针与阿韦龙省、埃罗省、奥德省、上加龙省和塔恩-加龙省接壤。
与屈尔瓦勒接壤的市镇（或旧市镇、城区）包括：朗斯河畔巴拉吉耶、索拉日堡、普莱桑斯、阿尔邦、卡迪、马萨尔、米奥勒、波利内、圣安德烈、特雷巴。

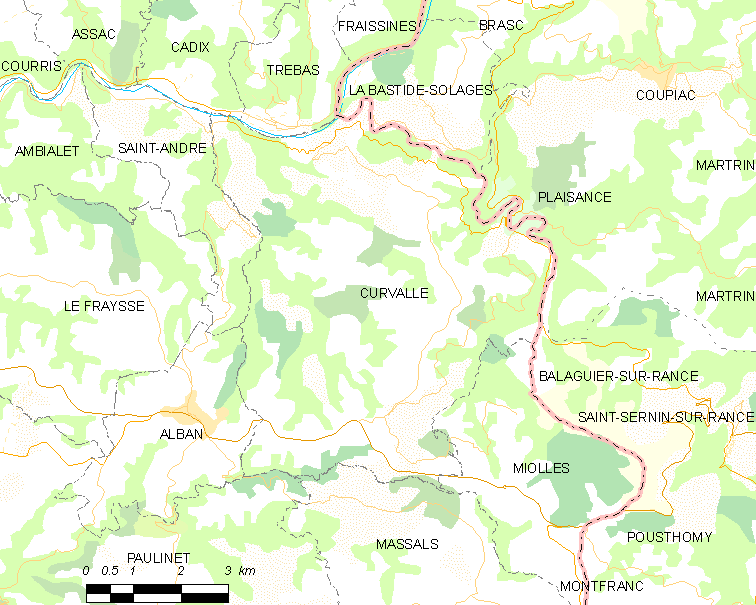
屈尔瓦勒的OSM定位图

屈尔瓦勒的时区为UTC+01:00、UTC+02:00（夏令时）。

## 行政
屈尔瓦勒的邮政编码为81250，INSEE市镇编码为81077。

## 政治
屈尔瓦勒所属的省级选区为上达杜县。

## 人口

1962-2008年间屈尔瓦勒人口变化图示

屈尔瓦勒于2022年1月1日时的人口数量为393人。